# Tallrik

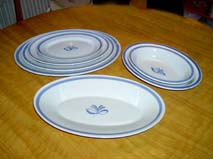
Blått Band från Gefle Porslinsfabrik, lanserades 1931.

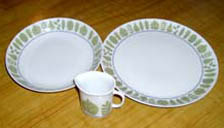
Sylvia från Karlskrona Porslinsfabrik, cirka 1960.

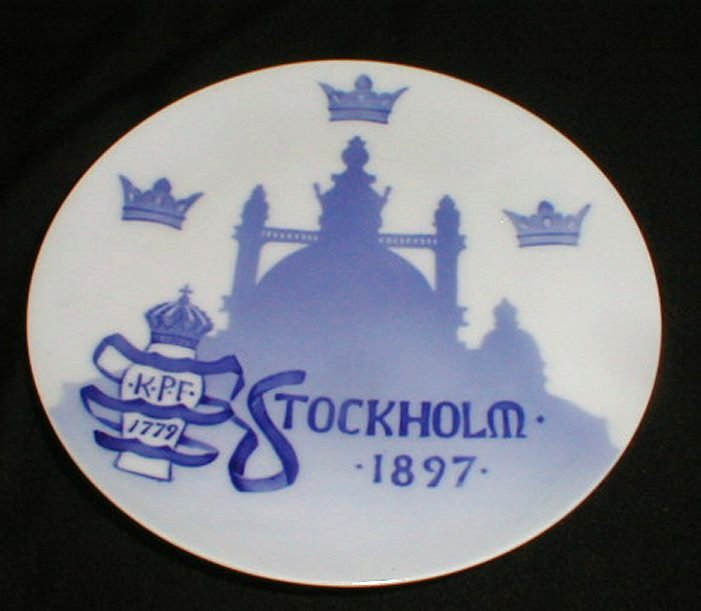
Prydnadstallrik från Stockholmsutställningen 1897.

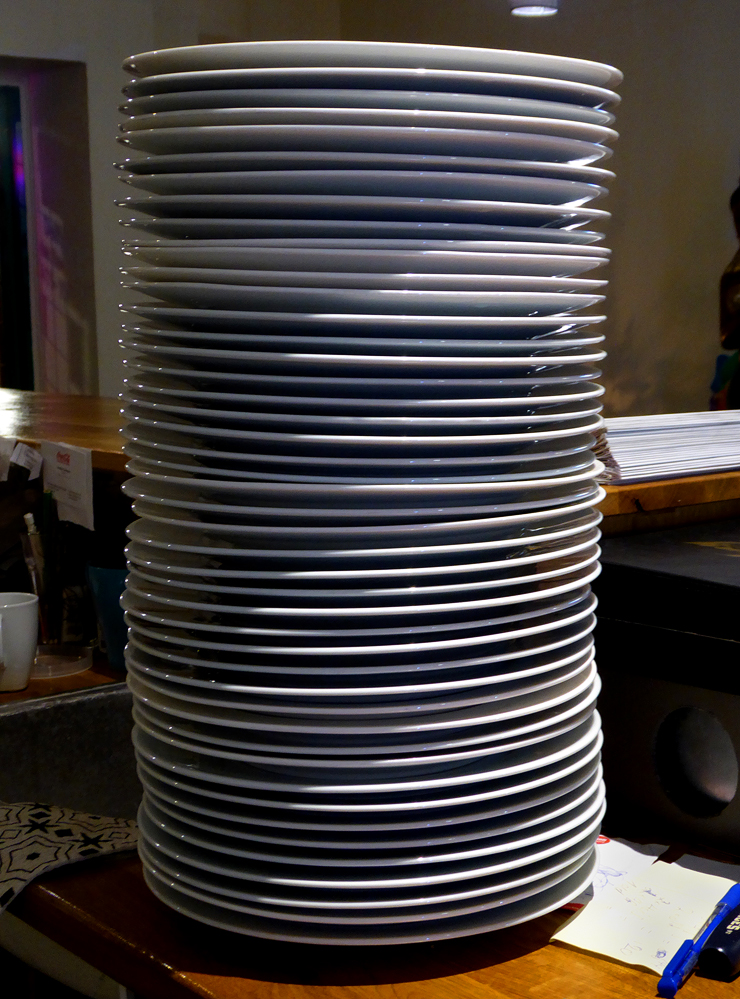
En trave med vita omönstrade tallrikar.

Tallrik (från ty. teller, av it. tagliare, "skära", eg. "skärbräda") är ett platt föremål som används att förtära livsmedel ifrån. Ett liknande, ofta större föremål, avsett att servera ifrån kallas fat. Tallriken skyddar maten mot direkt beröring med underlaget eller en annan persons matportion. Den skyddar även bordet och golvet mot smulor och spill. Beroende på om födan är fast eller flytande används "flata" respektive "djupa" tallrikar.
Tallrikar förekommer i ett mycket stort antal material, från plast och ben till porslin och guld. De kan dekoreras med bilder, antingen tryckta, målade eller i relief, och dekorerade tallrikar (prydnadstallrik) används ofta som prydnadsföremål på väggar eller bord. En mindre tallrik kallas assiett.

## Historia
Den moderna, flata, tallriken är en modern företeelse. Under antiken använde man vid måltiderna mera skålformiga kärl av lera eller dyrbarare material. Under medeltiden användes i Sverige liksom i många andra europeiska länder antingen brödskivor eller hyvlade träplattor som "disk" (på engelska är dish ännu benämningen på fat eller maträtt). Trädisken var så stor, att minst två personer kunde skära sin mat på den (långtallrik, sovelbräde). Senare blev diskarna mindre, och med avsågade hörn uppstod den mångkantiga tallriksformen som slutligen gjordes rund.
I vissa delar av Sverige förekom det senare allmogen rikligt dekorerade "brudtallrikar" och gästabudstallrikar av trä som skulle efterlikna de övre samhällsklassernas målade fajans- och porslinstallrikar.
På 1500-talet kom tenntallriken på modet, och under 1700- och 1800-talet spreds den i breda kretsar, även till allmogen även om de främst användes i högtidliga sammanhang, och de kom aldrig att tränga ut trätallrikarna. Tallrikar i förtennt koppar var ett billigare alternativ. Ett annat billigare alternativ var förtennt bleckplåt, sådana förekom in på 1900-talet. I slutet av 1800-talet lanseras tallrikar i emaljerad plåt som ett mer hygieniskt material.
Därutöver har exklusivare material som silver även förekommit. Napoleon III beställde på 1800-talet en servis med tallrikar i det då mycket exklusiva materialet aluminium. Då aluminium på 1890-talet blev billigare än koppar förekom aluminiumtallrikar som ett alternativ till plåttallrikarna.
Porslinsfat och tallrikar började i några påfallande kvantiteter att importeras till Europa i början av 1600-talet, och ganska snart kopieras de även i fajans. Det kom dock att dröja länge innan de blev så billiga att de kunde fungera som vanliga tallrikar. Framåt andra hälften av 1800-talet börjar dock det allt billigare flintgodset göra porslinstallriken tillgänglig för de flesta.
Under 1900-talet började man även tillverka tallrikar i olika plastmaterial, liksom engångstallrikar i vaxat papper.